# Goaxis manaca
Goaxis manaca är en fjärilsart som beskrevs av William Schaus 1939. Goaxis manaca ingår i släktet Goaxis och familjen tandspinnare. Inga underarter finns listade i Catalogue of Life.